# Егерь (рассказ)
Егерь ― рассказ русского писателя А. П. Чехова, опубликованный в 1885 году.

## Публикация
Рассказ был впервые опубликован 1 августа (18 июля по старому стилю) 1885 года в Петербургской газете (выпуск № 194), под псевдонимом А. Чехонте. Также произведение фигурировало сборнике «Пёстрые рассказы», опубликованном в Санкт-Петербурге в 1886 году. Позднее также был включён автором в третий том оригинального издания собрания сочинений А. П. Чехова, опубликованном Адольфом Марксом в 1899―1901.

## История
«Егерь» произвел сильное впечатление на писателя Дмитрия Григоровича, который в письме от 25 марта 1886 г. выразил своё восхищение и призвал Чехова оставить юмористический жанр позади и сконцентрироваться на более серьезных вопросах. В своём ответе от 28 марта Чехова признался, что до сих пор он никогда не воспринимал свои литературные упражнения серьезно. «Я не припомню ни одного рассказа, который я бы написал больше, чем за день, и „Егерь“, который вам так понравился, на самом деле был написан в ванной!»
Александр Лазарев-Грузинский в своих воспоминаниях цитирует Чехова, который однажды сказал ему следующее: «видимо, сразу после моего „Егеря“, который появился в Петербургской газете, Григорович посетили Суворина и сказал ему: ― Алексей Сергеевич, пожалуйста, пригласите Чехова в Новое время. Просто прочитайте его „Егеря“. Для вас было бы преступлением не заполучить этого писателя. Суворин обратился к Курепину, от которого я получил приглашение в письме о присоединении к газете „Новое время“».

## Сюжет
Егерь по имени Егор идёт по просёлочной дороге и случайно встречает свою жену Пелагею, на которой он был женат в течение двенадцати лет, но которую посещал всего несколько раз, и даже тогда он был пьяным и буйно себя вёл. Пелагея плачет и, заискивая перед ним, умоляет его навещать её чаще. Он пытается объяснить, почему он, лучший стрелок в округе, «избалованный человек», наслаждающийся вкусным чаем и «деликатными разговорами», не смог бы спокойно жить в деревне.

## Экранизации
- 1959 — «Егерь», режиссёр Герман Ливанов, в ролях Василий Леонов, Ольга Хорькова.
- 1973 — «Егерь», режиссёр Николай Бурляев, в ролях Михаил Кононов, Наталья Бондарчук.